# Onze-Lieve-Vrouw Middelareskerk (Vught)
De Onze-Lieve-Vrouw Middelareskerk of kortweg: Mariakerk is een voormalige parochiekerk in de Noord-Brabantse plaats Vught, gelegen aan Mariaplein 9.

## Geschiedenis
Deze kerk werd gebouwd in 1934 naar ontwerp van Alexander Kropholler. Hij maakt deel uit van een architectonisch homogeen ensemble waartoe ook een kloostergebouw en bejaardentehuis (Mariënhof), woonhuizen, basisschool, pastorie en een kerkhof behoren, gegroepeerd om een plein.
De kerk werd onttrokken aan de eredienst in 2001. Sindsdien is hij in gebruik geweest als evenementenlocatie.

## Gebouw
De in ruwe bakstenen opgetrokken kerk is een christocentrische kerk. De kerk heeft een driezijdig afgesloten koor. In een toren werd wel voorzien, maar deze werd nooit gebouwd. Wel is er een verhoging, gedekt door een tentdak, boven het priesterkoor aangebracht.
Veel kerkmeubelen werden ontworpen door Kropholler.
De kruiswegstaties werden vervaardigd door Mari Andriessen en zijn, na sluiting van de kerk, overgebracht naar de Kapel van de Heilige Eik te Oirschot.

Het kerkgebouw en de omliggende gebouwen in dezelfde stijl zijn geklasseerd als Rijksmonument.

### Het ensemble bij de kerk

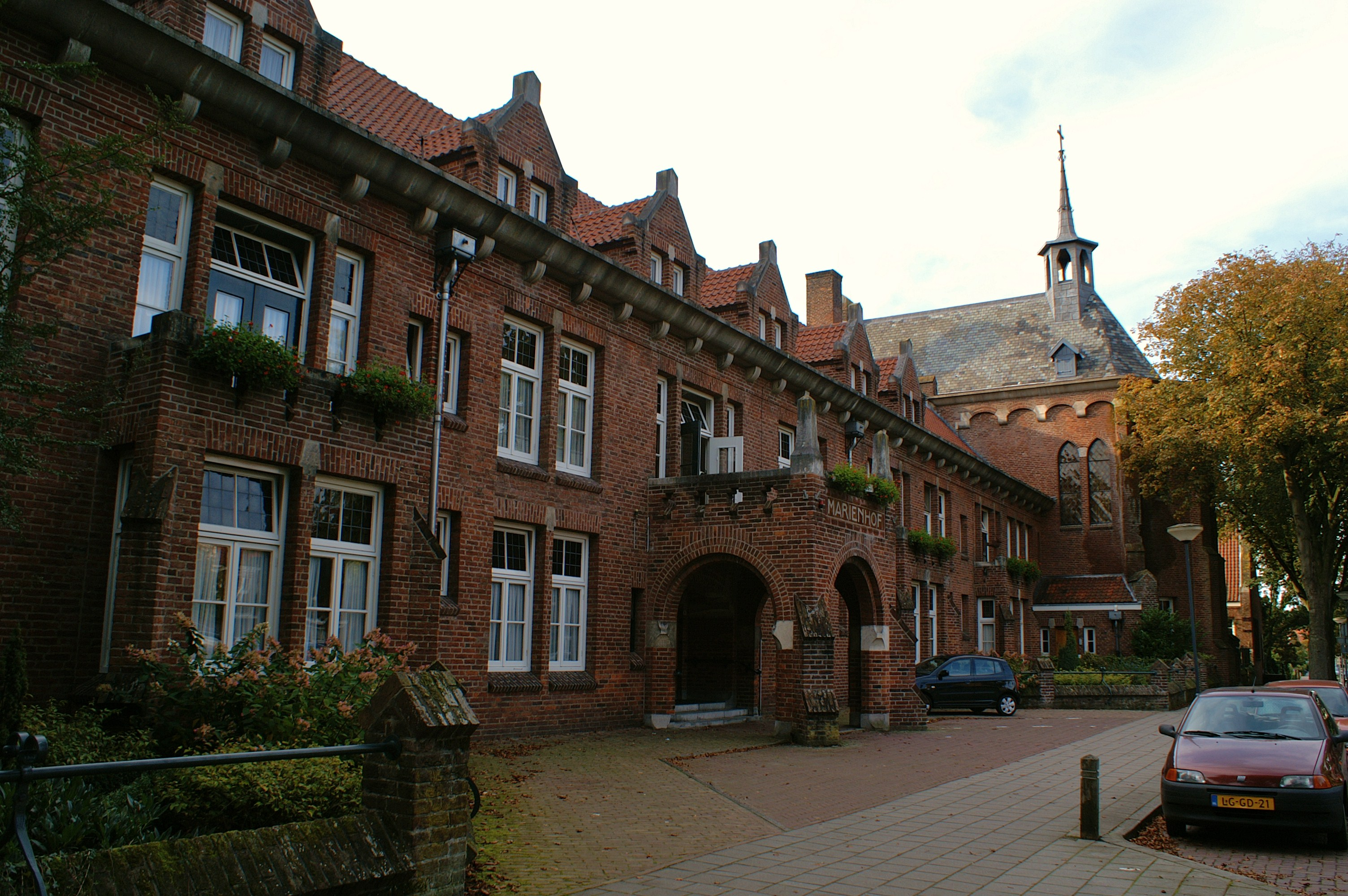
Bejaardentehuis en klooster Mariënhof
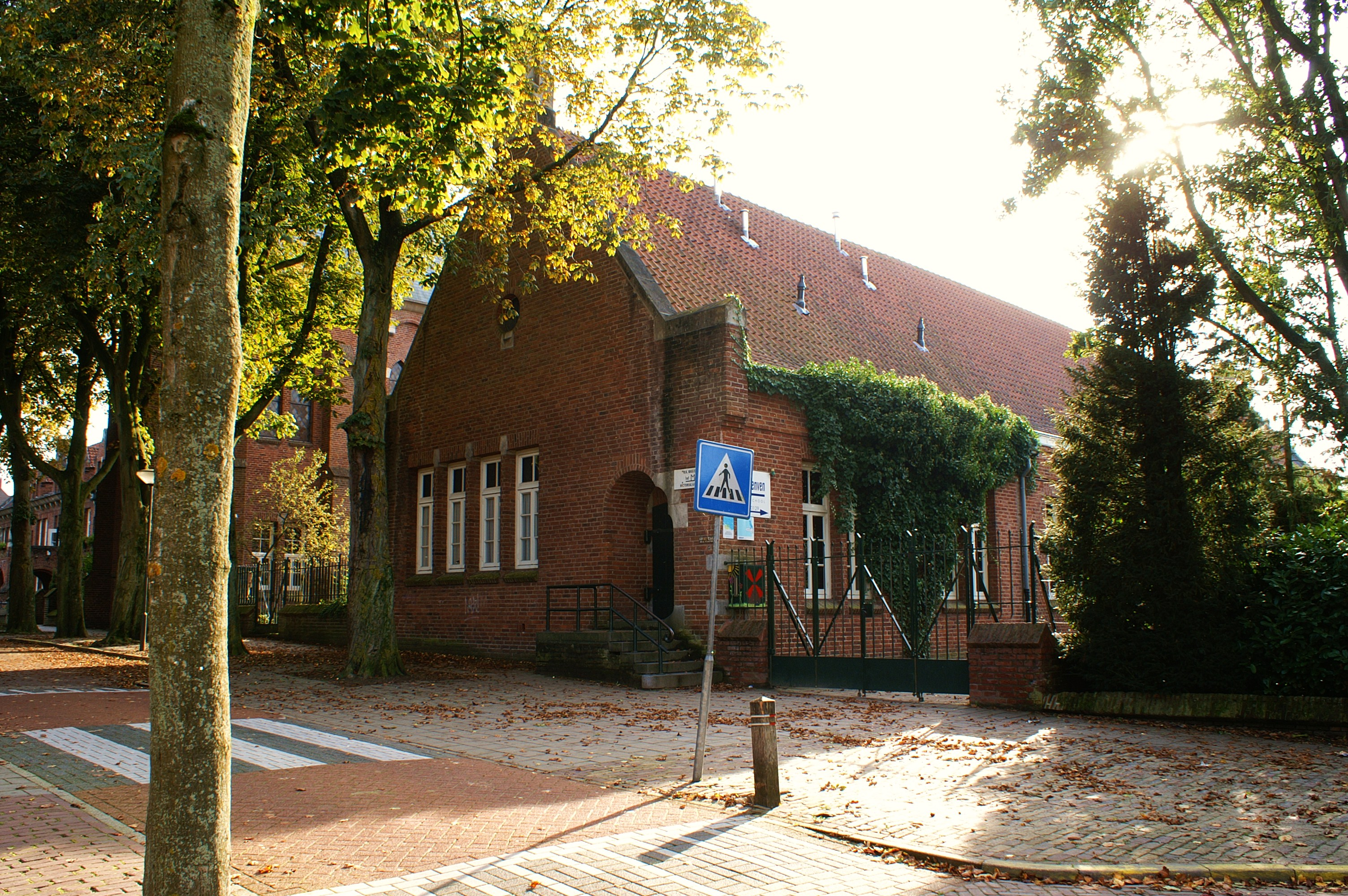
Basisschool Victorialaan
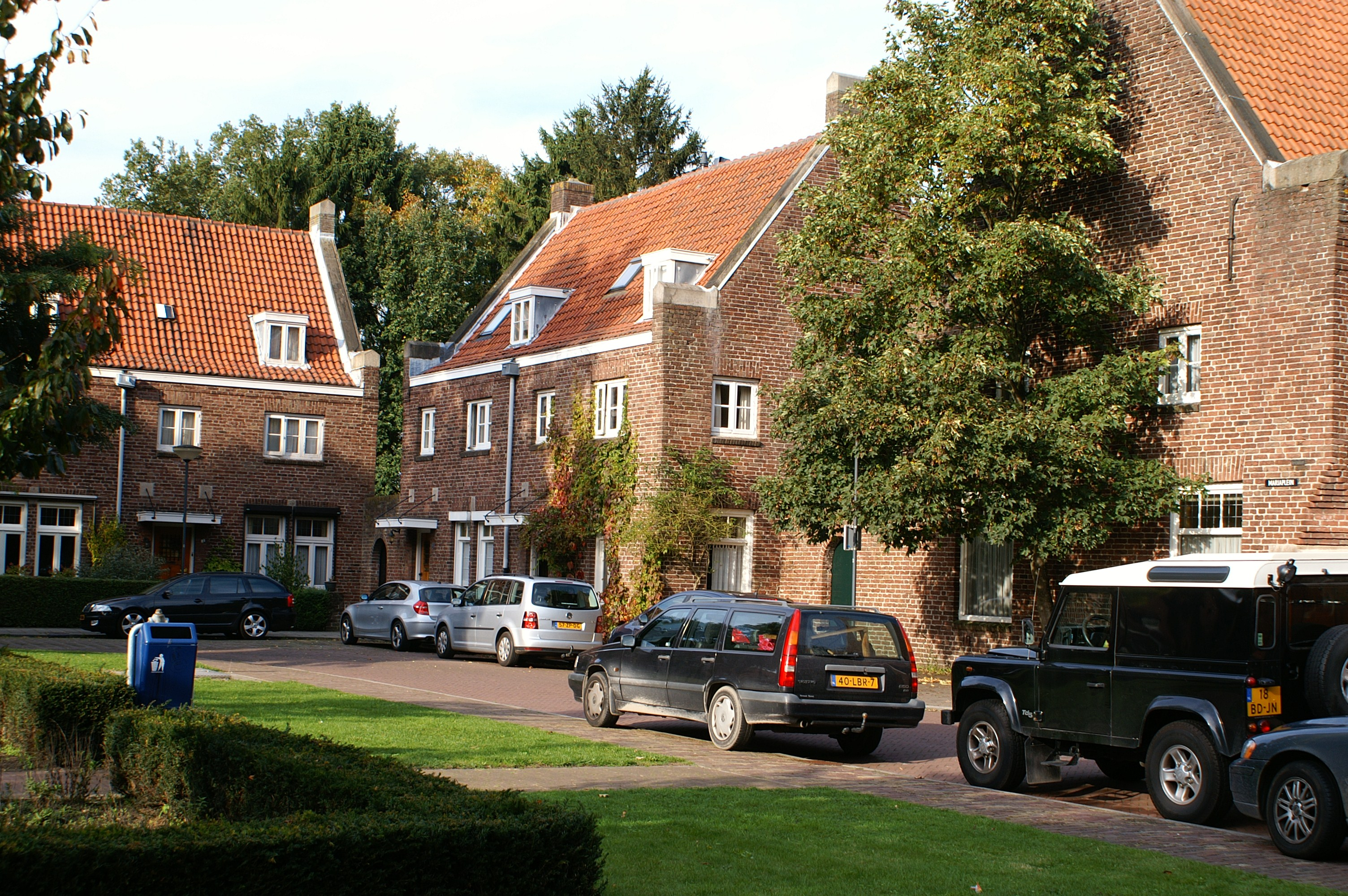
Woonhuizen Mariaplein
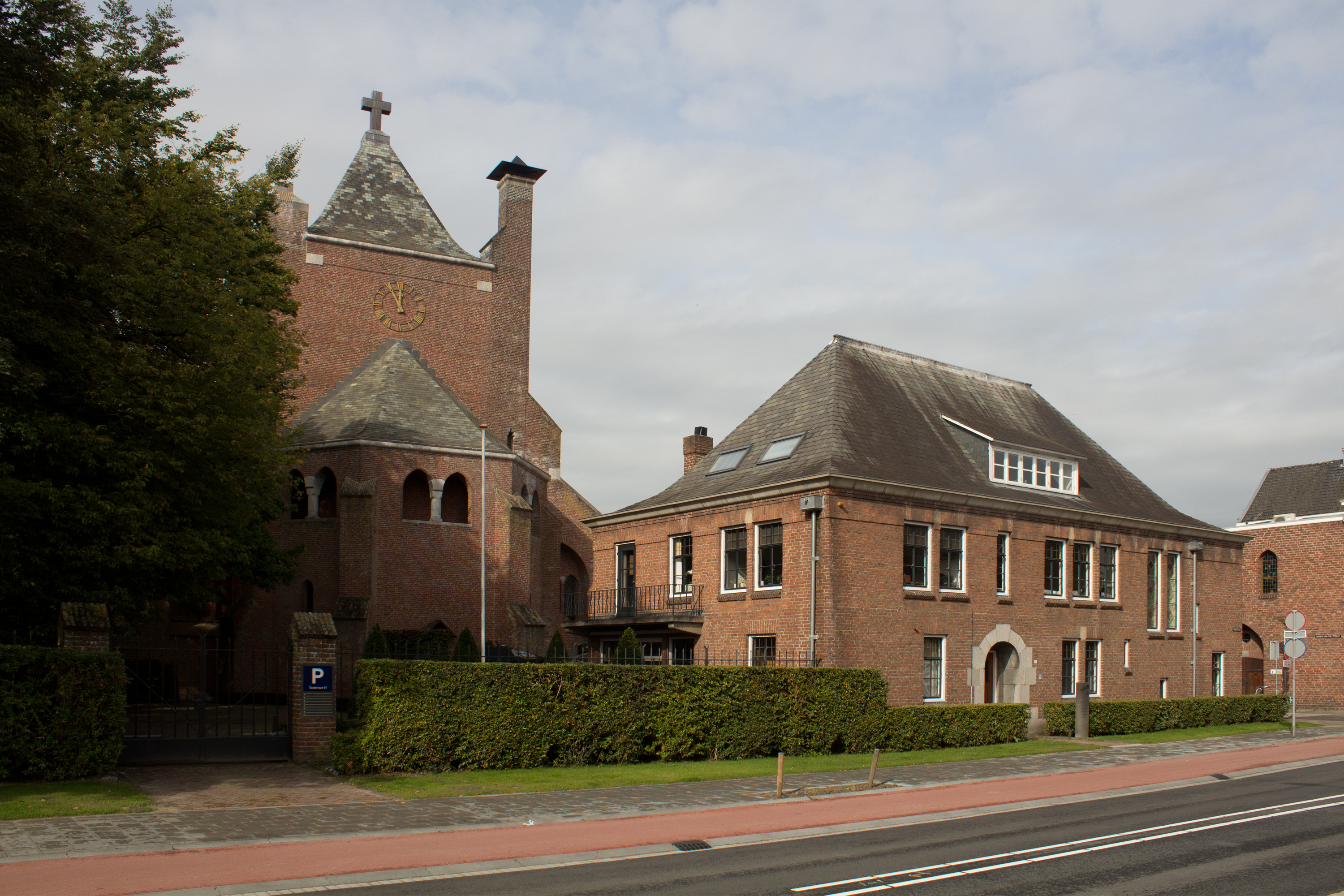
Pastorie en kerk
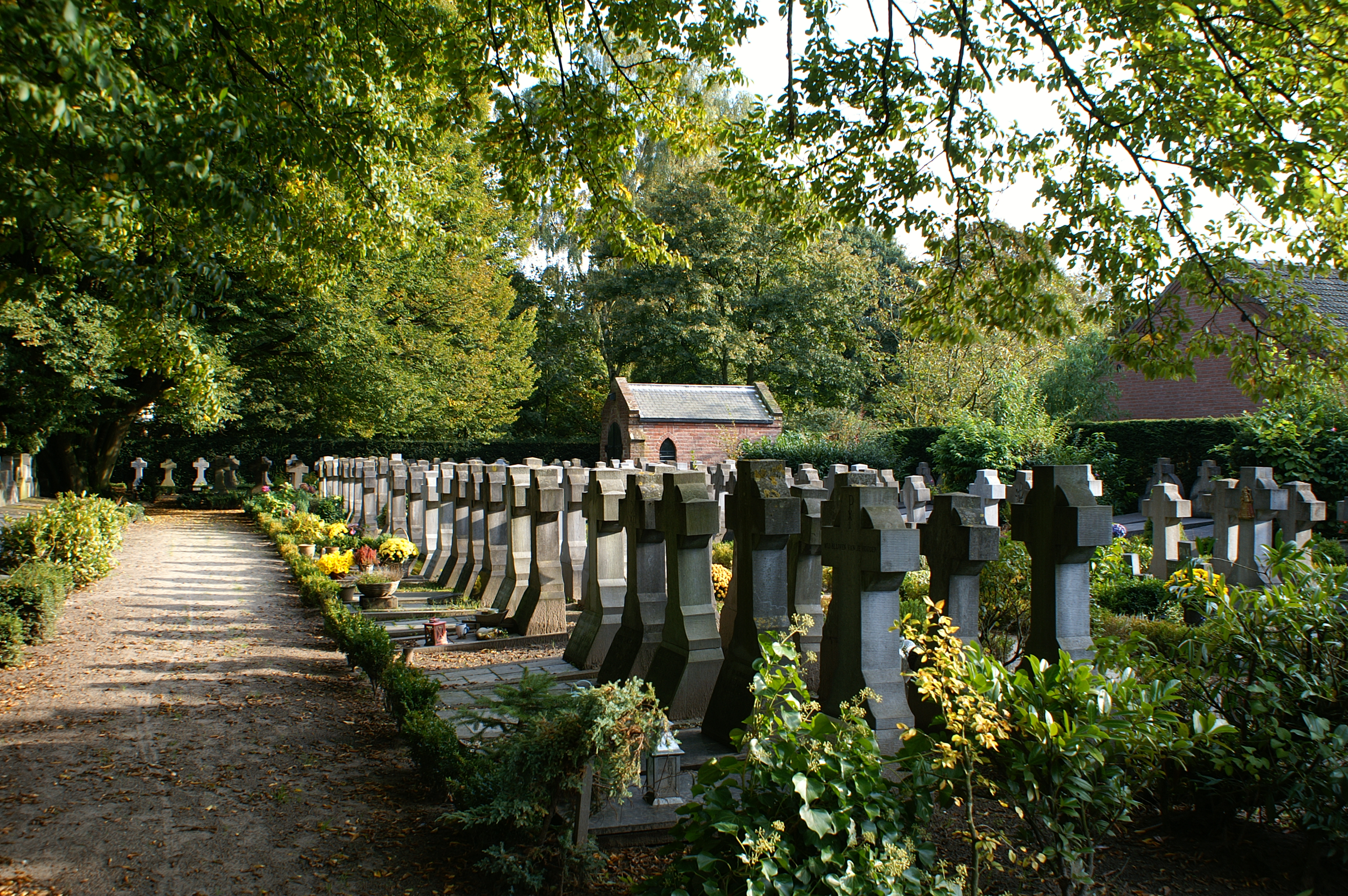
Kerkhof Victorialaan